# Manifeste des libertés
Le Manifeste des libertés est une association « loi de 1901 » fondée en France à la suite du Manifeste rédigé le 17 février 2004 et signé par plus de 2 000 personnes « de culture musulmane », contre l'intégrisme islamiste.

Le texte de fondation précise : 

« Liés par nos histoires singulières, et de différentes manières, à l’islam, ayant pris la mesure des graves crises qui le traversent, nous avons décidé de nous mobiliser pour créer les conditions politiques et intellectuelles d’une culture de la liberté. Espace d’une civilisation hétérogène, irréductible au seul fait religieux et aux seuls musulmans, l’islam est aujourd’hui, et pour quelque temps encore, un lieu qui cristallise dans le monde globalisé nombre de ses périls : fascisme identitaire et emprise totalitaire, guerres civiles et coloniales, despotismes et dictatures, inégalité et injustice, haine de soi et haine de l’autre, au milieu de violences politiques, religieuses et économiques extrêmes. »

En 2006, l'association prend très clairement position en faveur de la liberté d'expression dans l'affaire des caricatures de Mahomet. Par la voix de son porte-parole, Tewfik Allal, elle publie un communiqué dans Charlie Hebdo du 8 février 2006 et organise sous l'invitation d'Ariane Mnouchkine au Théâtre du soleil une soirée réflexion débat sur le thème de la censure en islam (le 23 février 2006).